# Scar (El rey león)

Scar es un personaje de ficción que surgió por primera vez en el largometraje de animación El rey león. Es el hermano menor de Mufasa. Su nombre viene del inglés «cicatriz». Aunque según el libro Tale of two brothers y la película Mufasa: el rey león, su nombre real era Askari en animación y Taka en el remake. Está basado en el personaje del rey Claudio en la obra Hamlet, de William Shakespeare y en Adolf Hitler. Scar es considerado como uno de los más malvados y de los más crueles Villanos de Disney.

## Descripción
Scar es un  león de tonos oscuros, delgado y con una melena negra y ligera. Piensa que cualquier fin justifica los medios, incluso matar a su hermano y sobrino. Es también un león muy astuto, inteligente y capaz de convencer a mentes débiles, confundir a sus rivales o incluso poner a su favor cualquier momento. Sus ojos son amarillos con un centro verde, tiene una cicatriz en su ojo izquierdo de la cual procede su nombre ("Scar" significa "cicatriz" en inglés) y su sonrisa es muy demarcada. La cicatriz se la hizo Kiros el león blanco cuando el y Mufasa pelearon, en aquel momento Taka (su antiguo nombre antes de la cicatriz), le hizo ese daño físico cuando se formó con un terremoto , que además, movió de la roca del reino, y una vez kiros falleció porque le cayo la roca, comenzó a envidiar y guardar rencor a Mufasa, debido a sentirse traicionado cuando Sarabi y Mufasa se enamoraron. 

## Intérpretes
La cara de Scar así como sus expresiones han sido calcadas de su intérprete original Jeremy Irons.
- Voces originales : Jeremy Irons(El rey león La película) y Jim Cummings(El rey león 2 La película) . Chiwetel Ejiofor en el remake y Kelvin Harrison en su precuela
- Voces dobladas : Ricard Solans, Jordi Doncos y Manolo García (España), Carlos Petrel (Hispanoamérica).

## Canción interpretada por Scar
- Be Prepared, también intervienen con las hienas.[2] Música compuesta por Elton John, letra de Tim Rice. Interpretada por John Vickery, Tracy Nicole Chapman, Stanley Wayne Mathis, y Kevin Cahoon

## Apariciones en otros medios
- El rey león (Película para cines - 1994)
- Timón y Pumba (Serie de TV - 1995/1999) (cameo)
- El rey león (musical de Broadway - 1997)
- The Lion King II: Simba's Pride (Película para video - 1998) (cameo)
- House of Mouse (Serie de TV - 2001/2002)
- El rey león 3: Hakuna Matata (Película para video - 2004) (cameo)
- La guardia del león (Serie de TV - 2015/2019)
- El rey león (Película para cines - 2019)
- Mufasa: el rey león (Película para cines - 2024)